# Зыкина, Раиса Фаритовна
Раиса Фаритовна Зыкина (род. 15 июля 1946 года, с. Новосергеевка Амурской области) — русская писательница, журналистка, общественный деятель, автор многочисленных книг по истории Республики Башкортостан, её природе и людях. «Заслуженный работник культуры Республики Башкортостан». Член Союза журналистов РБ и РФ (1980).

## Биография
Раиса Фаритовна Зыкина родилась 15 июля 1946 года в с. Новосергеевка Амурской области РФ.
В 1953—1960 годах училась в Новоаптиковской сельской школе с. Новоаптиково Ишимбайскогой района БАССР. Окончив школу, поступила в Салаватский индустриальный колледж. Училась в колледже с 1963 по 1965 годы. По окончании колледжа работала на стройке. Руководила бригадой сварщиков — арматурщиков.
В 1973—1978 годах — студентка факультета педагогики и психологии Стерлитамакской государственной педагогической академии (СГПА) им. З. Биишевой в г. Стерлитамаке РБ.
По окончании института работала корреспондентом Салаватской городской редакции радиовещания; в 1971—1984 годах — редактором, гл. редактором (с 1978 г.) многотиражной газеты «Салаватский нефтехимик» («За передовую технику») ОАО «Салаватнефтеоргсинтез». С 1994 по 2008 годы работала собственным корреспондентом республиканских газет «Известия Башкортостана», «Республика Башкортостан».
Раиса Фаритовна Зыкина, одна из основательниц телекомпании «Салават», была её первым директором (с 1999 года). По её инициативе с 2008 года в Салавате проводится ставший традиционным «бал журналистов» — встречи профессионалов пера РБ. Она является членом Союза журналистов РБ и РФ.
Избиралась депутатом городского совета г. Салават (1965—1967) и (1989—1995). Член городского комитета КПСС (1983—1991).
В настоящее время проживает с семьей в городе Салавате РБ.

## Труды
Раиса Фаритовна Зыкина — автор 16 книг по истории города Салавата, предприятий города, РБ, включая книги «Пути-дороги собкора», «Комбинат» (1998), альбом «Салават» — о прошлом и настоящем города Салават, «ДК Нефтехимик», «Новосалаватская ТЭЦ», «Сисин М. Ф.» и «А. Галиев» — из серии Золотые имена Башкортостана, «40 лет по пути прогресса», «Неподведенные итоги», «Комбинат», «Салават — люди, события, годы».
Принимала участие в подготовке к изданию энциклопедии «Газпром нефтехим Салават».

## Награды и звания
«Заслуженный работник культуры Республики Башкортостан»
Медаль «Ветеран труда» (1985)
Почётные грамоты ЦК КПСС, СМ СССР, ВЦСПС, ЦК ВЛКСМ, Государственного комитета РФ по печати, Российского комитета профсоюзоа работников культуры (1999), Союза журналистов РФ и РБ.
В 2012 году Зыкиной Раисе Фаритовне присвоено звание «Летописец города» — за лучшее освещение истории города Салавата.